# 崔继瑗
崔继瑗（1917年—1977年），男，山东临淄人，中华人民共和国政治人物，曾任中共中央调查部副部长，中国人民对外友好协会副会长。